# Ian Kershaw
Sir Ian Kershaw (Oldham, Grande Manchester, 29 de abril de 1943) é um historiador e professor inglês, cujo trabalho se concentra em torno da história alemã do século XX. Professor de História Moderna na Universidade de Sheffield até sua aposentadoria, é considerado como uma das principais autoridades acadêmicas a respeito de Adolf Hitler e do Nazismo, sendo particularmente notável por sua obra biográfica sobre o ditador alemão.
Sir Ian foi educado na Counthill Grammar School, no St. Bede's College, em Manchester, na Universidade de Liverpool, especializando-se no Merton College e recebendo seu doutorado por Oxford. Ele foi um dos maiores discípulos do falecido historiador alemão Martin Broszat, a quem considerava uma inspiração inestimável para interpretar a ascensão nazista. A mais importante obra de Kershaw foi a monumental biografia em dois volumes Hitler, 1889-1936 Hubris e Hitler, 1936-1945 Nemesis, pela qual foi várias vezes premiado. Foi também o autor de "O mito Hitler: Imagem e Realidade no Terceiro Reich" (The Hitler Myth: Image and Reality in the Third Reich), "Opinião popular e dissenso político no Terceiro Reich, Bavaria 1933-45" (Popular Opinion and Political Dissent in the Third Reich, Bavaria 1933-45) e "A Ditadura Nazista: problemas e perspectivas de interpretação" (The Nazi Dictatorship: Problems and Perspectives of Interpretation).
Kershaw foi o conselheiro histórico de duas consagradas séries da BBC: "Os nazistas: um alerta da história" (The Nazis: A Warning from History) e "A Guerra do Século" (War of the Century). Também atuou como editor de "Weimar: Por que a democracia alemã falhou?" (Weimar: Why did German Democracy fail?) e "Hitler: um perfil no poder" (Hitler: A profile in power). Como co-editor foi responsável por "Estalinismo e Nazismo: ditaduras em comparação" (Stalinism and Nazism: Dictatorships in Comparison).